# You've Got to Hide Your Love Away
You've Got to Hide Your Love Away (Lennon/McCartney) är en låt av The Beatles från 1965.

## Låten och inspelningen
You've got to hide your love away är anmärkningsvärd därför att det är Beatles första helt akustiska låt, och var inspirerad av Bob Dylans stil (samtidigt som Dylan inspirerades av Beatles och blev mer rockig). Även texten är ett försök från Lennons sida att vara något mer poetisk bland annat genom användning av färre klichéer. Beatles spelade in låten 18 februari 1965 och kom med på LP:n Help! som utgavs i England 6 augusti 1965 och i USA 13 augusti 1965. 